# Zhao Chuandong
Zhao Chuandong (chiń. 赵传东) – chiński pilot wojskowy, astronauta.
W styczniu 1998 został wybrany do pierwszej grupy chińskich astronautów (Chiny grupa 1) przewidzianych do lotów załogowych na statkach kosmicznych typu Shenzhou. Kandydowało do niej ponad 1500 pilotów wojskowych Sił Powietrznych Chińskiej Armii Ludowo-Wyzwoleńczej.